# Clemens Winterhalder
Clemens Winterhalder (* 23. November 1668 in Kirchzarten; † nach 1696) war ein deutscher, im Elsass tätiger Künstler der Bildhauersippe Winterhalder. Er arbeitete im Stil des Barock. Mit seinem älteren Bruder Philipp (1667–1727) schnitzte er – eine Entdeckung Hermann Brommers – den Hochaltar der Sebastianskapelle in Dambach-la-Ville im Elsass, sein einziges gesichertes Werk.

## Leben
Philipp und Clemens waren neben drei Mädchen Kinder des Kirchzartener Bildhauers Johann Conrad Winterhalder (1640–1676) und der Magdalena Hoffmännin (1629–1674). Für sie war es die zweite Ehe. Aus ihrer ersten Ehe, mit dem Kirchzartener Bildhauer Johann Georg Hauser (1611–1660/61) („Hauser II“ nach Hermann Brommer), war unter sieben Kindern der spätere Bildhauer Franz Hauser (1651–1717) („Hauser III“) hervorgegangen.
Beim Tode ihres Vaters waren Philipp und Clemens erst neun und sieben Jahre alt. Zunächst kümmerte sich ihr Großvater um sie, der Bildhauer Bartholomaeus Winterhalder (um 1613–1680) auf dem Oberfallengrundhof in Neukirch (Furtwangen im Schwarzwald). Danach lernten sie das Handwerk in der Werkstatt ihres Stiefbruders Franz Hauser („Hauser III“) in Freiburg im Breisgau. Er hatte einige Zeit in Schlettstadt im französischen Elsass gearbeitet und eine Schlettstädterin zur Frau. Obendrein gehörte Freiburg seit dem Frieden von Nimwegen 1679 (und bis zum Frieden von Rijswijk 1697) zu Frankreich. Das mag dazu beigetragen haben, dass Philipp und Clemens sich nach den Lehrjahren ins Elsass begaben. In den Rechnungen für den Dambacher Altar werden sie von 1691 bis 1693 genannt; danach hatte Clemens größeren Anteil an dem Altar. Clemens ist – wie der Bruder – auch in Dambacher Taufurkunden belegt (lateinisch und in Brommers Übersetzung): „Patrinus fuit Dnus Clemens Winterhalder Adlsns quoque Brisgoius et artificiosus Sculptor p. t. hic Novi Altaris pro Sacello S. Martyr. Sebastiani in eius monte hic.“ – „Taufpate ist Herr Clemens Winterhalder gewesen, der aus dem Breisgau stammende Jungmann und sich derzeit hier aufhaltende, kunstreiche Bildhauer des neuen Altars für die Kapelle des heiligen Märtyrers Sebastian auf dessen hiesigem Berg.“
Die Brüder arbeiteten später für die Benediktiner-Abteikirche St. Mauritius in Ebersmünster. Clemens ist dort wieder als Taufpate bezeugt, und zwar 1693 und 1696. Hermann Brommer schreibt ihm die Skulptur des Samson als des Trägers der (im Übrigen nicht von ihm stammenden) Kanzel zu. Philipp kehrte in der Mitte der 1690er Jahre nach Deutschland zurück. Die Spuren von Clemens verlieren sich nach 1696.

## Werk
„Reiches Barock zeigt der <Dambacher> Choraltar, das schönste im Elsaß erhaltene geschnitzte Altarwerk aus dem 17. Jahrhundert.“ Für Brommer ist Clemens der künstlerisch bedeutendere der Brüder und der Dambacher Sebastiansaltar „der schönste und bedeutendste im Elsaß erhaltene Altar des 17. Jahrhunderts“. Vor aller barocken Dekorationspracht zeige sich „als künstlerischer Höhepunkt der im Altaroberteil schwebende Gottvater in Komposition und Ausführung so vollendet gestaltet, daß er allein für sich genügen würde, den Meister Clemens Winterhalder unter die bedeutendsten Künstler des ausgehenden 17. Jahrhunderts einzureihen“. Der Samson sei „unbestreitbar die wertvollste Skulptur in Ebersmünster, ... eine Ausarbeitung, die unwillkürlich an den Meister des Dambacher Altars denken läßt.“